# ناوگان گمشده: دلیر
ناوگان گمشده: دلیر (انگلیسی: The Lost Fleet: Dauntless)، نام اولین جلد از مجموعه کتاب‌های علمی-تخیلی ناوگان گمشده نوشته نویسنده آمریکایی، جک کمپل است. این کتاب، سرآغاز مجموعه‌ای است که داستان گیر کردن ۲۰۰ سفینه در فضای دشمن و سفر برگشت آنها را به منظومه خودی بازگو می‌کند.

## داستان
کاپیتان جان گیِری، فرمانده یک اسکادران متشکل از سه سفینه نظامی است که ماموریتشان حفاظت از یک محموله باری اتحادیه است. او پس از حمله دشمن، به تنهایی در یکی از سفینه‌ها برای عقب‌نشینی نیروهایش زمان می‌خرد و پس از نابودی سفینه، در یک کپسول نجات به خواب مصنوعی می‌رود.
حال، بیش از صد سال از آن روز گذشته و او را در یک ناو فرماندهی اتحادیه از خواب بیدار کرده‌اند. ناوگانی که در آن بیدار شده در عمق فضای دشمن گیر افتاده و با تلفات زیاد در حال شکست است. در حالی‌که تنها چند روز از بیداری‌اش می‌گذرد و هنوز گیجی و دردهایش تمام نشده، فرمانده ناوگان، آدمیرال بِلُچ، او را به لنگرگاه سفینه فراخوانده‌است. او که طبق معمول از نگاه‌های پر از تحسین و پرستش نیروها تعجب کرده به بندرگاه می‌رسد و می‌فهمد که آدمیرال با تمامی افسران بلندمرتبه ناوگان برای مذاکرات صلح (و یا تسلیم) به ناو فرماندهی دشمن می‌روند و به گیری دستور می‌دهد که در صورت برنگشتنش، فرماندهی کل ناوگان را برعهده بگیرد.

آدمیرال و دیگر فرماندهان نمی‌توانند برگردند و گیری مجبور می‌شود فرماندهی را برعهده گرفته و هرطور شده ناوگان را در فضای دشمن هدایت کرده و به منظومه‌های خودی برساند. داستان این سفر در این جلد به پایان نمی‌رسد و ادامه‌های دیگری نیز دارد. در طول کتاب متوجه می‌شویم که گیری به یک نماد و الگوی مورد پرستش در ارتش و اتحادیه تبدیل شده و حال او مجبور است علاوه بر دشمن، با این ذهنیت پیش‌ساخته نیروهایش نیز بجنگد که بتوانند او را همانطور که هست بپذیرند و از فرمان‌هایش پیروی کنند‌. افسرانی که به علت نرخ بالای تلفات و جایگزینی سریع نیروها، آموزش‌های کمی دیده‌اند و تاکتیک‌های جنگی مهم را فرا نگرفته‌اند. به نظر می‌رسد در این کتاب، سندیکا (دشمن اتحادیه) یک حکومت خودکامه (همچون اتحاد جماهیر شوروی) است و اتحادیه، ترکیبی از نیروهای جمهوری‌خواه است که در طول سده گذشته برخی از اصول خود را فراموش کرده‌اند.